# Beti Kamya-Turwomwe
Beti Olive Namisango Kamya-Turomwe, còn được gọi là Betty Kamya và Beti Kamya, là một nữ doanh nhân và chính trị gia người Uganda, nền kinh tế lớn thứ ba trong Cộng đồng Đông Phi. Bà là Bộ trưởng cho chính quyền thành phố thủ đô Kampala trong Nội các của Uganda. Bà được giữ vị trí đó vào ngày 6 tháng 6 năm 2016.
Bà là người sáng lập và chủ tịch của Liên minh Liên bang Uganda (UFA), một trong những đảng chính trị đã đăng ký ở nước này. Bà là một ứng cử viên trong cuộc bầu cử tổng thống ở Ucraina năm 2011, đứng thứ năm với 52.782 phiếu bầu. Trước đây bà từng là Thành viên của Nghị viện đại diện cho Đại hội bầu cử Bắc Lubaga trên vé Diễn đàn Thay đổi Dân chủ (FDC) từ năm 2006 đến năm 2010 

## Bối cảnh và giáo dục
Bà được sinh ra ở Nakuru, Kenya vào ngày 30 tháng 11 năm 1955 tại George Wilson Kamya, một người Uganda và Margaret Wairimu Kamya, người Kenya. Beti là đứa con thứ tư trong chín người con. Năm 1961, khi Beti lên sáu tuổi, gia đình bà đã chuyển đến sống ở Uganda.
Bà theo học trường tưởng niệm McKay ở trường tiểu học Kampala và Saint Hellen ở Tây Uganda để học tiểu học. Sau đó, bà theo học trường nữ Wanyange cho giáo dục O-Level và Kings College Budo cho giáo dục A-level. Beti sau đó học tại Đại học Makerere, trường đại học công lập lâu đời nhất và lớn nhất trong cả nước, tốt nghiệp Cử nhân Thương mại về tiếp thị.

## Kinh nghiệm làm việc
Vào giữa những năm 1980, bà gia nhập Công ty TNHH Da và Công nghiệp thuộc da ở Jinja trong bộ phận bán hàng, làm việc ở đó cho đến năm 1988. Sau đó, Beti gia nhập Nyanza Textiles Industries Limited, làm việc ở đó với tư cách là một giám đốc bán hàng cho đến năm 1992. Sau đó, bà cùng với chồng chuyển đến Kampala, thủ đô và thành phố lớn nhất của Uganda.
Từ năm 1996 đến năm 1999, bà làm việc với tư cách là giám đốc tiếp thị tại Công ty TNHH Nhà máy bia Uganda ở Port Bell, ngoại ô Kampala. Từ năm 1999 đến năm 2004, bà là giám đốc điều hành của Trung tâm Giáo dục Động vật hoang dã (UWEC) ở Entebbe, khoảng 36 kilômét (22 mi) đường bộ về phía nam của Kampala trên bờ phía bắc của hồ Victoria.
Từ năm 2001 đến 2004, khi còn ở UWEC, Beti đã trở thành một quan chức trong nhóm gây áp lực Cải cách chính trị, Agenda, tiền thân của đảng chính trị FDC. Từ năm 2005 đến năm 2010, bà là đặc phái viên của chủ tịch FDC Kizza Besigye. Bà cũng từng là thành viên được bầu của quốc hội cho Quốc hội Bắc Lubaga trên vé FDC. Vào tháng 1 năm 2010, bà rời bỏ đảng FDC và thành lập UFA, trở thành chủ tịch đầu tiên của nó.

## Bổ nhiệm vào nội các
Vào ngày 6 tháng 6 năm 2016, Beti được bổ nhiệm làm Bộ trưởng mới cho Chính quyền Thành phố Thủ đô Campuchia trong Nội các mới được công bố vào ngày hôm đó.